# Brachycyrtus oculatus
Brachycyrtus oculatus là một loài tò vò trong họ Ichneumonidae.